# Arnulf von Bayern

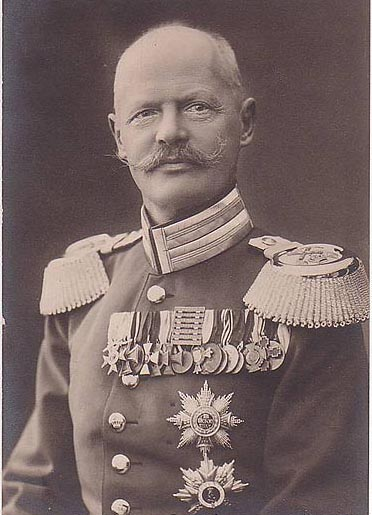
Arnulf von Bayern

Arnulf Prinz von Bayern (* 6. Juli 1852 in München; † 12. November 1907 in Venedig) war ein bayerischer Generaloberst mit dem Rang eines Generalfeldmarschalls.

## Leben
Prinz Franz Joseph Arnulf Adalbert Maria war der jüngste Sohn des Prinzregenten Luitpold und dessen Ehefrau Auguste Ferdinande von Österreich-Toskana. Der Offizier Heinrich von Vallade (1830–1870) wirkte als sein Erzieher und Hauslehrer.
Arnulf besuchte ein Humanistisches Gymnasium und anschließend die Universität. Er wurde 1868 Leutnant im 1. Infanterie-Regiment „König“ der Bayerischen Armee. 1870/71 nahm er während des Deutsch-Französischen Krieges an den Kämpfen bei Wörth, Beaumont, Sedan und Orléans sowie der Belagerung von Paris teil. Von 1873 bis 1876 absolvierte Arnulf die Bayerische Kriegsakademie, die ihm die Qualifikation für den Generalstab aussprach. Als Hauptmann übernahm er 1876 eine Kompanie im Infanterie-Leib-Regiment, wurde 1877 Major und als solcher zum Generalstab kommandiert. Arnulf nahm dann bis 1878 am Russisch-Osmanischen Krieg teil und stieg nach seiner Rückkehr zum Bataillonskommandeur auf. Als Oberst war er zunächst Kommandeur des 1. Infanterie-Regiments „König“ und vom 7. Juli 1881 bis zum 19. März 1884 Kommandeur des Infanterie-Leib-Regiments. Anschließend wurde Arnulf mit der Beförderung zum Generalmajor zum Kommandeur der 1. Infanterie-Brigade ernannt. Im März 1887 gab er das Kommando ab, wurde Generalleutnant und als solcher Kommandeur der 1. Division. 1890 folgte die Beförderung zum General der Infanterie und zwei Jahre später die Ernennung zum Kommandierenden General des I. Armee-Korps. In dieser Stellung wurde Arnulf 1903 noch zum Generaloberst mit dem Rang eines Generalfeldmarschalls ernannt, bevor man ihn im selben Jahr von seiner Stellung als Kommandierenden General enthob.
1907 starb er im Alter von 55 Jahren in Venedig, auf der Heimreise von einer siebenmonatigen Jagdexpedition durch den Kaukasus und Zentralasien. Er ist in der Theatinerkirche in München beigesetzt.
Die neue Leiberkaserne hieß offiziell „Prinz Arnulf-Kaserne“, im Volksmund jedoch Türkenkaserne, weil sie an der Türkenstraße lag. Er ist Namensgeber der Arnulfstraße in München (die bis 1890 Salzstraße hieß, nach dem Salzhandel, dem München seine Gründung verdankt), des Arnulfparks und des Arnulfstegs. Der Obermusikmeister des Infanterie-Leib-Regiments Max Högg widmete ihm einen Marsch, den Prinz-Arnulf-Marsch, der heute noch von Bundeswehr-Musikkorps gespielt wird.

### Ehe und Nachkommen
Er heiratete am 12. April 1882 in Österreich Therese Prinzessin von und zu Liechtenstein (1850–1938), Tochter von Alois II. Fürst von Liechtenstein und Franziska Gräfin von Kinsky. Aus der Ehe ging der Sohn Heinrich (1884–1916) hervor, der während des Ersten Weltkriegs fiel.

### Vorfahren
| Ahnentafel von Arnulf von Bayern | Ahnentafel von Arnulf von Bayern                                                                                         | Ahnentafel von Arnulf von Bayern                                                                                          | Ahnentafel von Arnulf von Bayern                                                                                                 | Ahnentafel von Arnulf von Bayern                                                                                             | Ahnentafel von Arnulf von Bayern                                                                                | Ahnentafel von Arnulf von Bayern                                                                                | Ahnentafel von Arnulf von Bayern                                                                    | Ahnentafel von Arnulf von Bayern                                                                    |
| -------------------------------- | --- | --- | --- | --- | --- | --- | --------------------------------------------------------------------------------------------------- | --------------------------------------------------------------------------------------------------- |
| Ururgroßeltern                   | Herzog Friedrich Michael von Pfalz-Birkenfeld (1724–1767) ⚭ 1746 Maria Franziska Dorothea von Pfalz-Sulzbach (1724–1794) | Georg Wilhelm von Hessen-Darmstadt (1722–1782) ⚭ 1748 Maria Luise Albertine von Leiningen-Dagsburg-Falkenburg (1729–1818) | Herzog Ernst Friedrich III. Carl von Sachsen-Hildburghausen (1727–1780) ⚭ 1758 Ernestine von Sachsen-Weimar Eisenach (1740–1786) | Großherzog Karl zu Mecklenburg-Strelitz (1741–1816) ⚭ 1768 Friederike Caroline Luise von Hessen-Darmstadt (1752–1782)        | Kaiser Leopold II. (1747–1792) ⚭ 1765 Maria Ludovica von Spanien (1745–1792)                                    | König Ferdinand I. von Neapel-Sizilien (1751–1825) ⚭ 1768 Maria Karolina (1752–1814)                            | Kurfürst Friedrich Christian von Sachsen (1722–1763) ⚭ 1747 Maria Antonia von Bayern (1724–1780)    | Herzog Ferdinand von Bourbon (1751–1802) ⚭ 1769 Maria Amalia von Österreich (1746–1804)             |
| Urgroßeltern                     | König Maximilian I. Joseph (1756–1825) ⚭ 1785 Auguste Wilhelmine von Hessen-Darmstadt (1765–1796)                        | König Maximilian I. Joseph (1756–1825) ⚭ 1785 Auguste Wilhelmine von Hessen-Darmstadt (1765–1796)                         | Herzog Friedrich von Sachsen-Hildburghausen (1763–1834) ⚭ 1785 Charlotte Georgine Luise von Mecklenburg-Strelitz (1769–1818)     | Herzog Friedrich von Sachsen-Hildburghausen (1763–1834) ⚭ 1785 Charlotte Georgine Luise von Mecklenburg-Strelitz (1769–1818) | Großherzog Ferdinand III. von Österreich-Toskana (1769–1824) ⚭ 1790 Luisa Maria von Neapel-Sizilien (1773–1802) | Großherzog Ferdinand III. von Österreich-Toskana (1769–1824) ⚭ 1790 Luisa Maria von Neapel-Sizilien (1773–1802) | Maximilian von Sachsen (1759–1838) ⚭ 1792 Caroline von Bourbon-Parma (1770–1804)                    | Maximilian von Sachsen (1759–1838) ⚭ 1792 Caroline von Bourbon-Parma (1770–1804)                    |
| Großeltern                       | König Ludwig I. (1786–1868) ⚭ 1810 Therese von Sachsen-Hildburghausen (1792–1854)                                        | König Ludwig I. (1786–1868) ⚭ 1810 Therese von Sachsen-Hildburghausen (1792–1854)                                         | König Ludwig I. (1786–1868) ⚭ 1810 Therese von Sachsen-Hildburghausen (1792–1854)                                                | König Ludwig I. (1786–1868) ⚭ 1810 Therese von Sachsen-Hildburghausen (1792–1854)                                            | Großherzog Leopold II. von Österreich-Toskana (1797–1870) ⚭ 1816 Maria Anna von Sachsen (1799–1832)             | Großherzog Leopold II. von Österreich-Toskana (1797–1870) ⚭ 1816 Maria Anna von Sachsen (1799–1832)             | Großherzog Leopold II. von Österreich-Toskana (1797–1870) ⚭ 1816 Maria Anna von Sachsen (1799–1832) | Großherzog Leopold II. von Österreich-Toskana (1797–1870) ⚭ 1816 Maria Anna von Sachsen (1799–1832) |
| Eltern                           | Prinzregent Luitpold von Bayern (1821–1912) ⚭ 1844 Auguste Ferdinande von Österreich (1825–1864)                         | Prinzregent Luitpold von Bayern (1821–1912) ⚭ 1844 Auguste Ferdinande von Österreich (1825–1864)                          | Prinzregent Luitpold von Bayern (1821–1912) ⚭ 1844 Auguste Ferdinande von Österreich (1825–1864)                                 | Prinzregent Luitpold von Bayern (1821–1912) ⚭ 1844 Auguste Ferdinande von Österreich (1825–1864)                             | Prinzregent Luitpold von Bayern (1821–1912) ⚭ 1844 Auguste Ferdinande von Österreich (1825–1864)                | Prinzregent Luitpold von Bayern (1821–1912) ⚭ 1844 Auguste Ferdinande von Österreich (1825–1864)                | Prinzregent Luitpold von Bayern (1821–1912) ⚭ 1844 Auguste Ferdinande von Österreich (1825–1864)    | Prinzregent Luitpold von Bayern (1821–1912) ⚭ 1844 Auguste Ferdinande von Österreich (1825–1864)    |
| Arnulf Prinz von Bayern          | | | | | | | | |

## Galerie

Arnulf von Bayern
Arnulf von Bayern um 1898
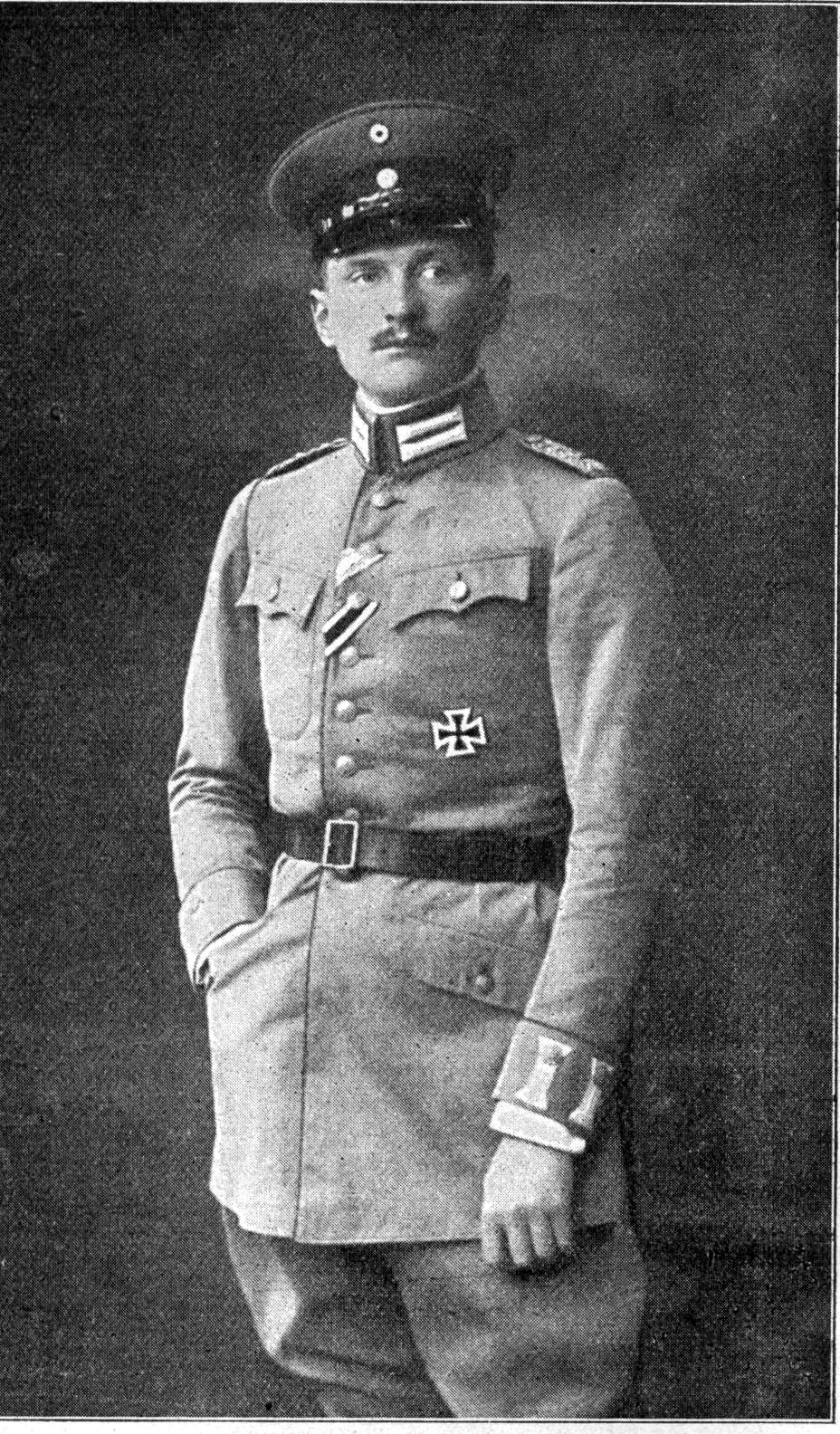
Sohn, Prinz Heinrich von Bayern
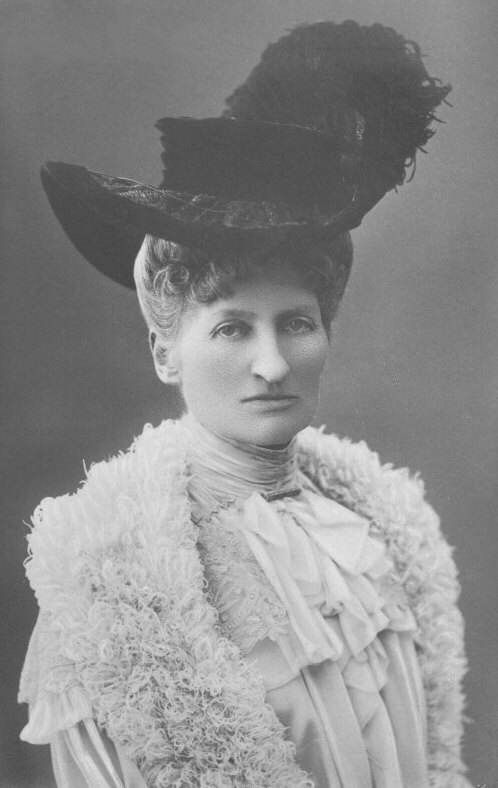
Prinzessin Therese von Liechtenstein
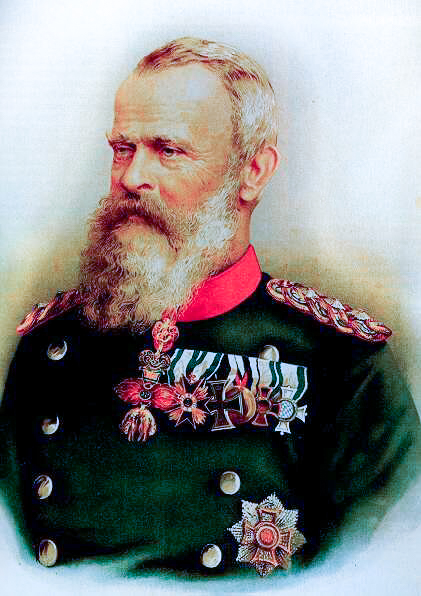
Vater, Prinzregent Luitpold von Bayern
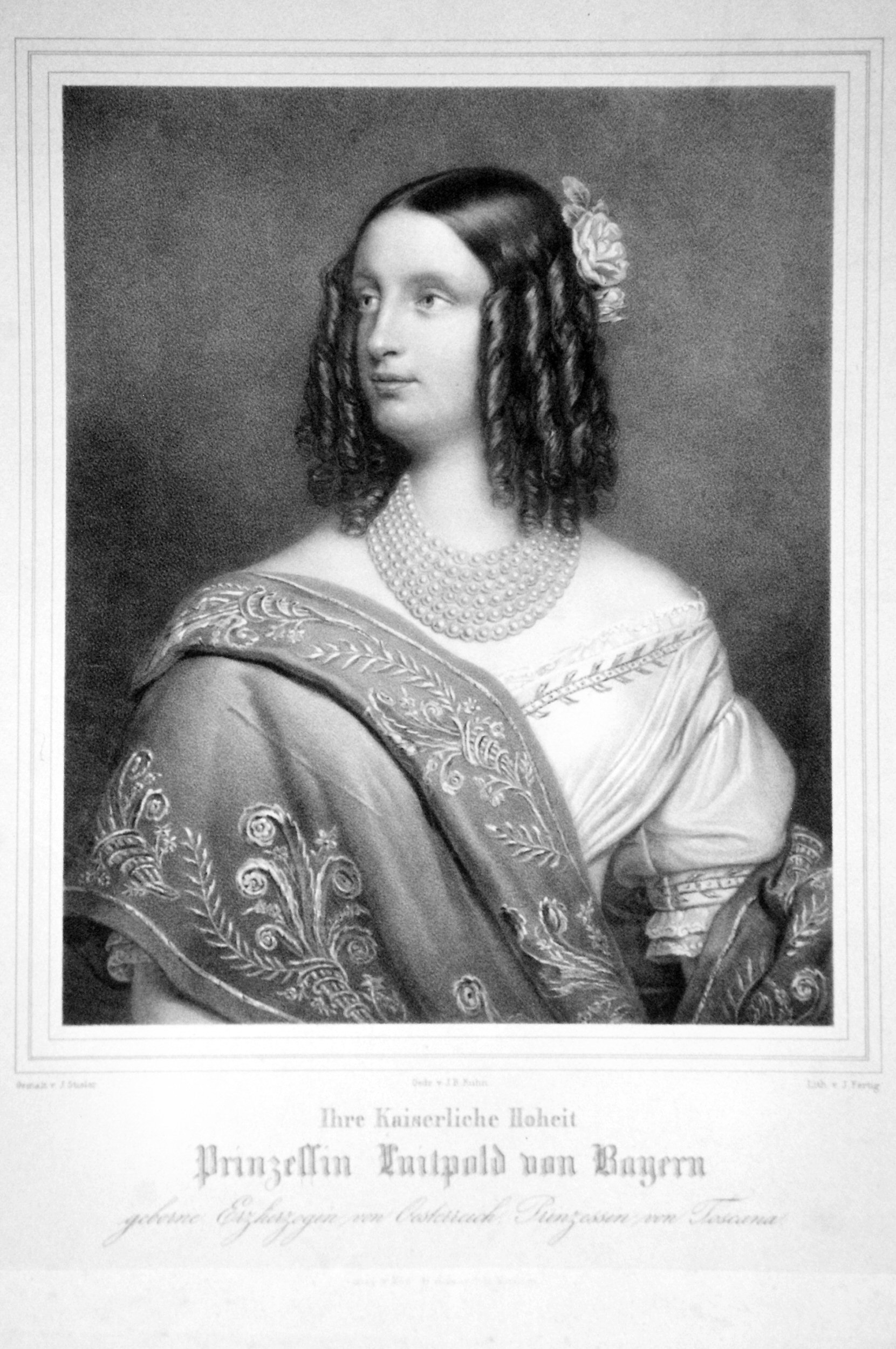
Mutter, Auguste Ferdinande von Österreich